# Santo Domingo Cacalotepec
Santo Domingo Cacalotepec är en ort i Mexiko.   Den ligger i kommunen Ixtlán de Juárez och delstaten Oaxaca, i den sydöstra delen av landet, 400 km sydost om huvudstaden Mexico City. Santo Domingo Cacalotepec ligger 1 463 meter över havet och antalet invånare är 481.
Terrängen runt Santo Domingo Cacalotepec är bergig. Runt Santo Domingo Cacalotepec är det ganska glesbefolkat, med 47 invånare per kvadratkilometer. Närmaste större samhälle är San Ildefonso Villa Alta, 19,4 km öster om Santo Domingo Cacalotepec. I omgivningarna runt Santo Domingo Cacalotepec växer i huvudsak städsegrön lövskog.